# Selene orstedii
 Selene orstedii és una espècie de peix de la família dels caràngids i de l'ordre dels perciformes.

## Morfologia
Els mascles poden assolir els 33 cm de longitud total.

## Distribució geogràfica
Es troba des de la Baixa Califòrnia (Mèxic) fins a Colòmbia.